# Iphinoe elisae
Iphinoe elisae is een zeekommasoort uit de familie van de Bodotriidae. De wetenschappelijke naam van de soort is voor het eerst geldig gepubliceerd in 1950 door Bacescu.